# Serra is Tres Portus (Sant'Antioco)
Serra is Tres Portus (Sant'Antioco) este o arie protejată (arie specială de conservare — SAC, sit de importanță comunitară — SCI) din Italia întinsă pe o suprafață de 261 ha, din care 25 % marine.

## Localizare
Centrul sitului Serra is Tres Portus (Sant'Antioco) este situat la coordonatele 38°59′19″N 8°26′47″E / 38.988611°N 8.446389°E.

## Înființare
Situl Serra is Tres Portus (Sant'Antioco) a fost declarat sit de importanță comunitară în iunie 1995 pentru a proteja 9 specii de animale. Situl a fost protejat și ca arie specială de conservare în aprilie 2017.

## Biodiversitate
Situată în ecoregiunea mediteraneană, aria protejată conține 7 habitate naturale: Matorral arborescenți cu Juniperus spp., Tufărișuri termo-mediteraneene și de pre-deșert, Pseudostepă cu ierburi și specii anuale de Thero-Brachypodietea, Recifuri, Straturi cu Posidonia (Posidonion oceanicae), Faleze cu vegetație de Limonium spp. endemic de pe coastele mediteraneene, Golfuri mici largi și golfuri puțin adânci.
La baza desemnării sitului se află mai multe specii protejate:
- păsări (8): Alectoris barbara, fâsă-de-câmp (Anthus campestris), pasărea ogorului (Burhinus oedicnemus), ciocârlie-cu-degete-scurte (Calandrella brachydactyla), caprimulg (Caprimulgus europaeus), ciocârlie de pădure (Lullula arborea), Sylvia sarda, silvie de tufiș (Sylvia undata)
- amfibieni (1): Discoglossus sardus

Pe lângă speciile protejate, pe teritoriul sitului au mai fost identificate 8 specii de plante, 31 de specii de păsări, 2 specii de amfibieni, 1 specie de mamifere, 2 specii de reptile.